# Мариен, Ханна
Ханна Мариен (нидерл. Hanna Mariën; 16 мая 1982 года, Херенталс, Бельгия) — бельгийская легкоатлетка и бобслеистка.
В лёгкой атлетике Мариен специализировалась в беге на короткие дистанции (100 и 200 метров). Победитель летних Олимпийских игр 2008 года в эстафете 4×100 метров и бронзовый призёр чемпионата мира 2007 года в эстафете 4×100 метров, бронзовый призёр летней Универсиады 2007 года на дистанции 200 метров.
В 2014 году выступала на зимних Олимпийских играх в Сочи в качестве разгоняющей в бобслее у пилота Элфье Виллемсен, с которой они заняли шестое место. На церемонии открытия Игр в Сочи несла флаг Бельгии.

## Биография

### Чемпионаты Бельгии
Уже в молодости талант Ханны Мариен был заметен, так как уже в 1998 году в возрасте 16 лет она в первый раз выиграла чемпионат Бельгии на дистанции 200 м. В последующие годы она ещё трижды становилась чемпионкой Бельгии в молодёжных категориях. В 1999 году Мариен стала чемпионкой Бельгии на дистанции 60 м в помещении и в 2000 году стала чемпионкой на дистанции 100 м и 200 м. 
В 2003 году она завоевала свою первую золотую медаль в категории сеньоров. Она тогда облатдательницей чемпионского титула Бельгии в помещении на дистанции 200 м.

### Первые международные соревнования
В 2001 году Мариен в первый раз участвовала в международном турнире, а именно в молодежном Чемпионате Европы в Гроссето. Она выступала на дистанциях 100 и 200 метров, но не вышла в финал ни на одной из них. Следующим международным опытом стал Чемпионат Европы 2006 года в Гётеборге. Ханна Мариен прошла в полуфинал на дистанции 200 м, где она заняла пятое место с результатом 23,59. Ей не хватило тринадцати сотых секунды, чтобы выйти в финал.

### 2007
4 февраля 2007 года в Генте Мариен установила рекорд Бельгии на 200 м с результатом 23,61. На чемпионате Бельгии она заняла третье место на дистанциях 100 и 200 метров. Ким Геварт и Оливия Борле заняли первое и второе места. В августе 2007 года она выиграла бронзовую медаль на дистанции 200 м на летней Универсиаде в Бангкоке.
На Чемпионате мира в Осаке бельгийская эстафетная команда 4 х 100 метров в составе Оливии Борле, Ханны Мариен, Элоди Уэдраого и Ким Геварт уже выиграла свой предварительный забег с рекордом Бельгии - 42,85. В финале 1 сентября 2007 года команда бежала ещё лучше и заняла третье место после США и Ямайки с результатом 42,75 (на одну десятую быстрее, чем в предварительном забеге). Это была третья медаль для Бельгии в истории Чемпионатов мира по легкой атлетике. Ханна Мариен также хотела выступить на Чемпионате мира на дистанции 200 м в индивидуальном зачёте, но она для этого должна была принять участие в специальных тестовых соревнованиях за неделю до Чемпионата мира. Несмотря на усилия бельгийской федерации легкой атлетики, возможность участвовать в тестовых соревнованиях была в конечном итоге отвергнута ИААФ.

### 2008
24 февраля 2008 года Ханна Мариен победила на дистанции 200 м на соревновании в помещении в Генте и при этом улучшила рекорд Бельгии на 22 сотых, доведя его до 23,39.
Летом 2008 года Ханна Мариен достигла вершины своей карьеры. 22 августа 2008 года вместе с Ким Геварт, Элоди Уэдраого и Оливией Борле она завоевала золотую медаль на Олимпийских играх в Пекине в эстафете 4×100 м. Во время Игр команда улучшила рекорд Бельгии до 42,54. Это на 24 сотых секунды лучше, чем рекорд, установленный той же командой в прошлом году. Сначала бельгийская команда заняла второе место, после российской, но в 2016 году допинг-проба российской спортсменки Юлии Чермошанской была признана позитивной. Это привело к дисквалификации российской команды. В 2016 году бельгийская команда получила золотую медаль. Нигерия сначала получила бронзовую медаль, которая затем стала серебряной, и Бразилия заняла третье место вместо четвертого.

### 2009
2009 год был трудным годом для Ханны Мариен. Она не участвовала в чемпионате Бельгии в помещении, но позже приняла участие в национальном чемпионате на открытом воздухе. Однако там всё пошло не так, как планировалось. Из-за фальстарта, она была дисквалифицирована на дистанции 100 м, а перед финалом на дистанции 200 м у неё начались судороги в паху. Мариен не участвовала в финале, потому что она не хотела поставить под угрозу свое участие в эстафете 4 х 100 метров на Чемпионате мира в Берлине, который должен был пройти через две недели.
На этом Чемпионате мира команде пришлось участвовать без лидера Ким Геварт, которая в это время уже прекратила заниматься легкой атлетикой. В Берлине команда состояла из Ханны Мариен, Оливии Борле, Элоди Уэдраого и Анны Загре. Бельгийская команда заняла шестое место в своём предварительном забеге. Этого оказалось недостаточно для продолжения несмотря на то, что они пробежали лучшее время сезона (43,99).

### Конец карьеры в легкой атлетике
После разочарования, когда Ханна Мариен не прошла отбор на Олимпийские игры в Лондоне с командой 4 х 100 м, она решила прекратить заниматься легкой атлетикой. 25 августа 2012 года она приняла участие в своём последнем соревновании в городе Мерксем.

### Бобслей
После ухода из легкой атлетики Ханна Мариен начала новую главу в своей спортивной карьере. Она стала членом бельгийской команды по бобслею «Belgian Bullets» (Бельгийские пули) и приняла участие в зимних Олимпийских играх 2014 года в Сочи в составе экипажа-двойки. Команда состояла из пилота Элфье Виллемсен и разгоняющей Ханна Мариен. После Зимних игр Ханна Мариен также завершила эту карьеру и стала работать персональным тренером. В конце 2014 года она была назначена президентом Бельгийской федерации бобслея и скелетона до 2018 года.

## Личные рекорды

### На открытом воздухе
| Дисциплина | Результат | Год  | Город    |
| 100 м      | 11,41 с   | 2006 | Брюссель |
| 200 м      | 22,68 с   | 2006 | Брюссель |

### В помещении
| Дисциплина | Результат | Год  | Город |
| 60 м       | 7,37      | 2008 | Гент  |
| 200 м      | 23,39     | 2008 | Гент  |